# Horcajo de las Torres
Horcajo de las Torres település Spanyolországban, Ávila tartományban.  Lakosainak száma 441 fő (2024).

## Népesség
A település népessége az utóbbi években az alábbiak szerint változott:
| Lakosok száma | 775  | 720  | 679  | 619  | 613  | 571  | 541  | 505  | 481  | 441  |
|               | 2001 | 2004 | 2006 | 2009 | 2011 | 2014 | 2016 | 2019 | 2021 | 2024 |